# Unterseeboot 345
Le Unterseeboot 345 (ou U-345) est un sous-marin allemand (U-Boot) de type VII.C utilisé par la Kriegsmarine (marine de guerre allemande) pendant la Seconde Guerre mondiale.

## Construction
L'U-345 est un sous-marin océanique de type VII C. Construit dans les chantiers de Nordseewerke à Emden, la quille du U-345 est posée le 9 juillet 1942 et il est lancé le 11 mars 1943. L'U-345 entre en service deux mois plus tard.

## Historique
Mis en service le 4 mai 1943, l'Unterseeboot 345 reçoit sa formation de base à Danzig au sein de la 8. Unterseebootsflottille sous les ordres de l'Oberleutnant zur See Ulrich Knackfuß.
Il est lourdement endommagé par un assaut aérien de l'USAAF contre Kiel le 13 décembre 1943. Il est désarmé le 23 décembre 1943.
Après la reddition de l'Allemagne nazie en mai 1945, l'U-345 est démoli en décembre 1945 à Warnemünde (nord de Rostock).

## Affectations
- 8. Unterseebootsflottille à Danzig du 4 mai au 23 décembre 1943 (Flottille d'entraînement).

## Commandements
- Oberleutnant zur See Ulrich Knackfuß du 4 mai au 23 décembre 1943

## Patrouilles
L'U-345 n'a pas effectué de patrouilles n'étant jamais entré en service actif.

### Opérations Wolfpack
L'U-345 n'a pas opéré avec les Wolfpacks (meute de loups) durant sa carrière opérationnelle.

## Navires coulés
L'Unterseeboot 345 n'a ni coulé, ni endommagé de navire ennemi car il n'a pas participé à de patrouille.

### Source et bibliographie
- (en) Cet article est partiellement ou en totalité issu de l’article de Wikipédia en anglais intitulé « German submarine U-345 » (voir la liste des auteurs).
- Chris Bishop, historien militaire (trad. de l'anglais par Christian Muguet), Les sous-marins de la Kriegsmarine : 1939-1945 : le guide d'identification des sous-marins [« The spellmount submarine identification guide : Kriegsmarine U-boats 1939-1945 »], Paris, Éd. de Lodi, 2008, 192 p. (ISBN 978-2-84690-327-1, OCLC 470721805, BNF 41298980)